# Johann von Böckenförde
Johann von Böckenförde genannt Schüngel (* um 1460; † 1545) war Landdrost des Herzogtums Westfalen.
Er war Sohn des Hermann Böckenförde genannt Schüngel und der Margarethe von Plettenberg. Er selbst war in einer zweiten Ehe seit 1500 mit Agatha oder Gerhada von Fürstenberg verheiratet.
Er war Lehnsherr zu Neheim, Oevinghausen und Echthausen sowie Besitzer von Schloss Wocklum. Später war er Amtmann in Arnsberg und Landdrost des Herzogtums Westfalen. Damit war er Stellvertreter des Kurfürsten von Köln in seiner Eigenschaft als Herzog von Westfalen. Als solcher taucht er in den Quellen 1519 auf. Damals hat er das Versprechen gegenüber der Stadt Werl mit seinem Siegel bekräftigt, dass der Neubau des kurfürstlichen Schlosses die Freiheiten der Stadt nicht beeinträchtigen würde. Das Amt des Landdrosten übte er bis 1531 aus.
Sein Sohn Heinrich von Böckenförde war später ebenfalls Landdrost.